# 朱世平
朱世平（1959年—），浙江遂昌人，加拿大籍華裔科學家，加拿大工程院（FCAE）和加拿大皇家學會（FRSC）院士、中國化工學會外籍會士、英国皇家化学学会会士、美國化學工程學會会士，长期从事高分子化工与材料研究。

## 生平
1982年毕业于浙江大学化工系并留校工作，1991年获加拿大麦克马斯特大学博士学位，1994年起留校任教，2015年获“杰出大学教授”最高荣誉称号。2017年起，加入香港中文大学（深圳），现任校長講座教授、副校长，主管外事及学生事务，同時亦擔任深圳先进高分子材料研究院院长。